# Aphis taukogi
Aphis taukogi är en insektsart. Aphis taukogi ingår i släktet Aphis och familjen långrörsbladlöss. Inga underarter finns listade i Catalogue of Life.